# Выход из темноты
«Выход из темноты» — третий студийный альбом Смоки Мо, выпущенный 10 июня 2010 года на лейбле «Respect Production». На трек «Мой Rock» командой Кирилла Толмацкого был снят клип.

## Список композиций
| №   | Название                                             | Музыка              | Длительность |
| --- | ---------------------------------------------------- | ------------------- | ------------ |
| 1.  | «Мой Rock (вход)»                                    | Don Drew            | 2:27         |
| 2.  | «Heyaa» (уч. V-Style, Trova-D)                       | Sin & Bigg          | 4:44         |
| 3.  | «Хроника той стороны (скит)»                         | Смоки Мо            | 0:20         |
| 4.  | «Высокая энергия»                                    | Смоки Мо            | 2:54         |
| 5.  | «Money» (уч. Fike & Jambazi)                         | Meloman             | 3:42         |
| 6.  | «Money (скит)»                                       | Смоки Мо            | 0:28         |
| 7.  | «Моя духовная основа»                                | B.M.Beat            | 1:34         |
| 8.  | «Трафик» (уч. Slim & Guf)                            | Смоки Мо            | 4:30         |
| 9.  | «Мои люди со мной» (уч. Rasco «Cali Agents» & Big D) | B.M.Beat            | 3:20         |
| 10. | «Бла бла (скит)»                                     | Смоки Мо            | 0:26         |
| 11. | «Звёздный потолок (remix)» (уч. Кажэ Обойма & Sil-a) | Смоки Мо            | 3:25         |
| 12. | «Стальные слова» (уч. Don Guralesko)                 | B.M.Beat            | 3:22         |
| 13. | «Jungle» (уч. V-Style)                               | Sin & Bigg          | 4:18         |
| 14. | «Зеркальный город» (уч. Check)                       | B.M.Beat            | 3:02         |
| 15. | «Бог любит всех людей» (уч. Bess)                    | Sin & Bigg          | 3:32         |
| 16. | «Кто есть создатель»                                 | Смоки Мо            | 2:28         |
| 17. | «Выход из темноты (выход)»                           | Sasha JF & Смоки Мо | 4:18         |

| №   | Название                                | Музыка   | Длительность |
| --- | --------------------------------------- | -------- | ------------ |
| 18. | «Один на один» (уч. Баста)              | Баста    | 5:10         |
| 19. | «Кто есть создатель (remix)» (уч. Fike) | Смоки Мо | 2:26         |

## Рецензии
«Выход из темноты» действительно худший альбом «бывшего повара Кухни», но не из-за того, что половину его куплетов при знакомстве с альбомом можешь уже читать и сам. Что отличало «Кара-тэ», «Планету 46» и «200 лет спустя» так это монолитность, законченность. Песни не выкинешь ни из дрожащего от безумия дебютника, ни из холодного как космос продолжения, ни из декадентской совместной с V-Style работы.
 — пишет Руслан Муннибаев на сайте rap.ru 
После списка претензий обязательно должен идти список комплиментов. Может, не совсем правильно сравнивать Смоки Мо с Гуфом, но уровень их успеха вполне сопоставим. Уровень успеха вызывает такой же уровень упреков, потому что с тех, кто достиг большего, всегда спрашивают по всей строгости.
 — пишет Мария Лесковав на сайте prorap.ru 